# Santiago González Soto
Santiago González Soto (25 de junio de 1961) es un periodista y político mexicano, miembro del Partido del Trabajo (PT). Ha sido diputado federal de 2018 a 2021.

## Biografía
Es licenciado en Ciencias de la Comunicación egresado de la Universidad Autónoma de Nuevo León (UANL), tiene una maestría en la misma especialidad y es también licenciado en Derecho. Ejerció como docente de periodismo de 1996 a 2018.
Ejerció su profesión como periodista en el Diario de Monterrey y en Televisión de Nuevo León. De 1984 a 1987 fue reportero en Multimedios Televisión, de 1987 a 1989 de Televisa Monterrey, y de 1989 a 2000 reportero y conductor en Multimedios Televisión. 
En 2000 fue elegido diputado a la LXIX Legislatura del Congreso del Estado de Nuevo León por la vía plurinominal postulado por el Partido del Trabajo, ejerciendo hasta 2003. En las elecciones estatales de 2003 fue postulado candidato del PT a gobernador de Nuevo León. Recibió el 4.99% de los votos, quedando en tercer lugar, tras el ganador el candidato del PRI José Natividad González Parás y el del PAN, Mauricio Fernández Garza.
De 2003 a 2006 fue director de Radio Nuevo León, nombrado por el gobernador González Parás. De 2007 al 2012 fue Director de Comunicación Social de la CTM de Nuevo León. De 2012 a 2015 fue director de Parques Municipales en el ayuntamiento de Guadalupe, encabezado por César Garza Villarreal y de 2016 a 2018 coordinador del Colegio Nacional de Educación Profesional Técnica (CONALEP) en Nuevo León nombrador por el gobernador Rodrigo Medina de la Cruz.
En 2018 fue candidato de la coalición Juntos Haremos Historia a diputado federal por el Distrito 5 de Nuevo León, logrando el triunfo al recibir el 32.54% de los votos, frente a su más cercana competidora, Marcela Guerra Castillo del PRI, que recibió el 29.26% de los votos. Asumió la diputación en la LXIV Legislatura que concluiría en 2021 y en donde fue secretario de la comisión de Cultura y Cinematografía; e integrante de las comisiones de Comunicaciones y Transportes; de Radio y Televisión; y, de Federalismo y Desarrollo Municipal.
En las elecciones de 2021 fue postulado por la misma coalición a la reelección al mismo cargo y distrito, pero no logró la victoria, pues recibió el 20.39% de los votos, frente al 45.43% de su competidora del PRI, nuevamente Marcela Guerra Castillo. En 2024 fue postulado por tercera ocasión a la mismo cargo y distrito, siendo elegido a la LXVI Legislatura al recibir el 42.81% de los votos, frente al 26.61% de Azucena Treviño Cantú de la coalición Fuerza y Corazón por México.